# Agrostis inconspicua
Agrostis inconspicua là một loài thực vật có hoa trong họ Hòa thảo. Loài này được Kunze mô tả khoa học đầu tiên năm 1845.